# Organ Claparede’a
Organ Claparede’a (łac. urstigma, l. mn. urstigmata) – narząd zmysłowy występujący u roztoczy.
Narządy te zlokalizowane są pomiędzy biodrami I i II pary odnóży, na epimerze I pary odnóży. Mają postać drobnych, łuseczkowatych szczecinek. Ruch narządów, uzyskiwany dzięki pracy mięśni antagonistycznych, informuje roztocze o wilgotności powietrza w środowisku.
W przypadku mechowców narządy te posiadają wyłącznie larwy. U Eriophyoidea uległy one redukcji i zanikowi.